# Bay Point (California)
Bay Point, anteriormente conocido como West Pittsburg, es un lugar designado por el censo ubicado en el condado de Contra Costa en el estado estadounidense de California. En el año 2000 tenía una población de 21.534 habitantes y una densidad poblacional de 893.5 personas por km².

## Geografía
Bay Point se encuentra ubicado en las coordenadas 38°01′45″N 121°57′42″O / 38.02917, -121.96167. Según la Oficina del Censo, la ciudad tiene un área total de 24,1 km² (9,3 mi²), de la cual 24,1 km² (9,3 mi²) es tierra y 0 km² (0 mi²) (0%) es agua.

## Demografía
Según la Oficina del Censo en 2000 los ingresos medios por hogar en la localidad eran de $44,951, y los ingresos medios por familia eran $47,844. Los hombres tenían unos ingresos medios de $39,112 frente a los $30,617 para las mujeres. La renta per cápita para la localidad era de $16,743. Alrededor del 17.2% de la población estaban por debajo del umbral de pobreza.